# 巴兰 (加来海峡省)
巴兰（法語發音：[baʁlɛ̃]）是法国上法兰西大区加来海峡省的一个市镇，属于贝蒂讷区。

## 地理
巴兰（50°27'19"N, 2°37'7"E）面积6.18 平方千米，位于法国上法蘭西大區加来海峡省，该省份为法国北部沿海省份，西北濒北海，南至索姆省，东临北部省。
与巴兰接壤的市镇（或旧市镇、城区）包括：乌尚、弗雷尼库尔-勒多尔芒、迈尼勒莱吕伊、讷莱米讷、吕伊、埃尔桑-库皮尼。

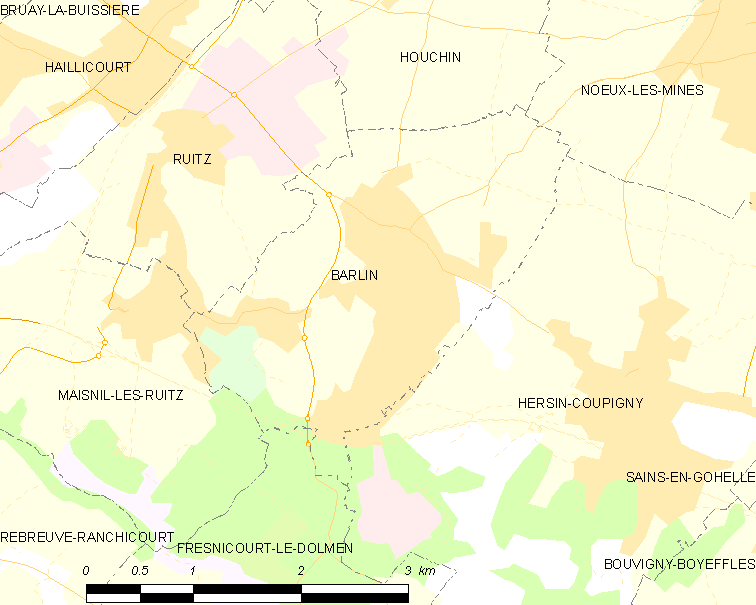
的OSM定位图

巴兰的时区为UTC+01:00、UTC+02:00（夏令时）。

## 行政
巴兰的邮政编码为62620，INSEE市镇编码为62083。

## 政治
巴兰所属的省级选区为讷莱米讷县。

## 人口

1962-2008年间人口变化图示

巴兰于2022年1月1日时的人口数量为7330人。